# Dust Bolt
Dust Bolt — немецкая музыкальная группа, исполняющая композиции в жанре трэш-метал.

## История группы
Группа Dust Bolt была образована в 2006 году в баварском городе Ландсберг-на-Лехе и носила название Die Letzten. Изначально музыканты играли кавер-версии композиций различных панк-групп, но вскоре стали исполнять жёсткий метал. Вместе с жанром изменилось и название. Группа стала называться Dust Bolt.
Музыкальный коллектив выступал у себя на родине, в Германии. Группа выступила на сцене с Sepultura и Napalm Death. В ноябре 2009 года Dust Bolt записали первое демо под названием Chaos Possession, оно было выпущено в апреле 2010 года. Работа была освещена в обзорах СМИ, в том числе в журнале Metal Hammer. Редакторский коллектив последнего назвал Chaos Possession демо месяца. Далее последовали концерты с группами Disbelief, Circle II Circle, Obituary, Hypocrisy и Hackneyed. Музыканты участвовали в турне вместе с Six Feet Under и Debauchery, что позволило привлечь внимание поклонников жанра.
В 2011 году Dust Bolt победили в конкурсе Metal Battle и получили право на выступление на фестивале Wacken Open Air 2011. В это же время группа продолжает работать над своим дебютным полноформатным альбомом. Фронтмен Sepultura Деррик Грин принял участие в записи вокальных партий для трека «Deviance», который вошёл в дебютный альбом группы, озаглавленный Violent Demolition.

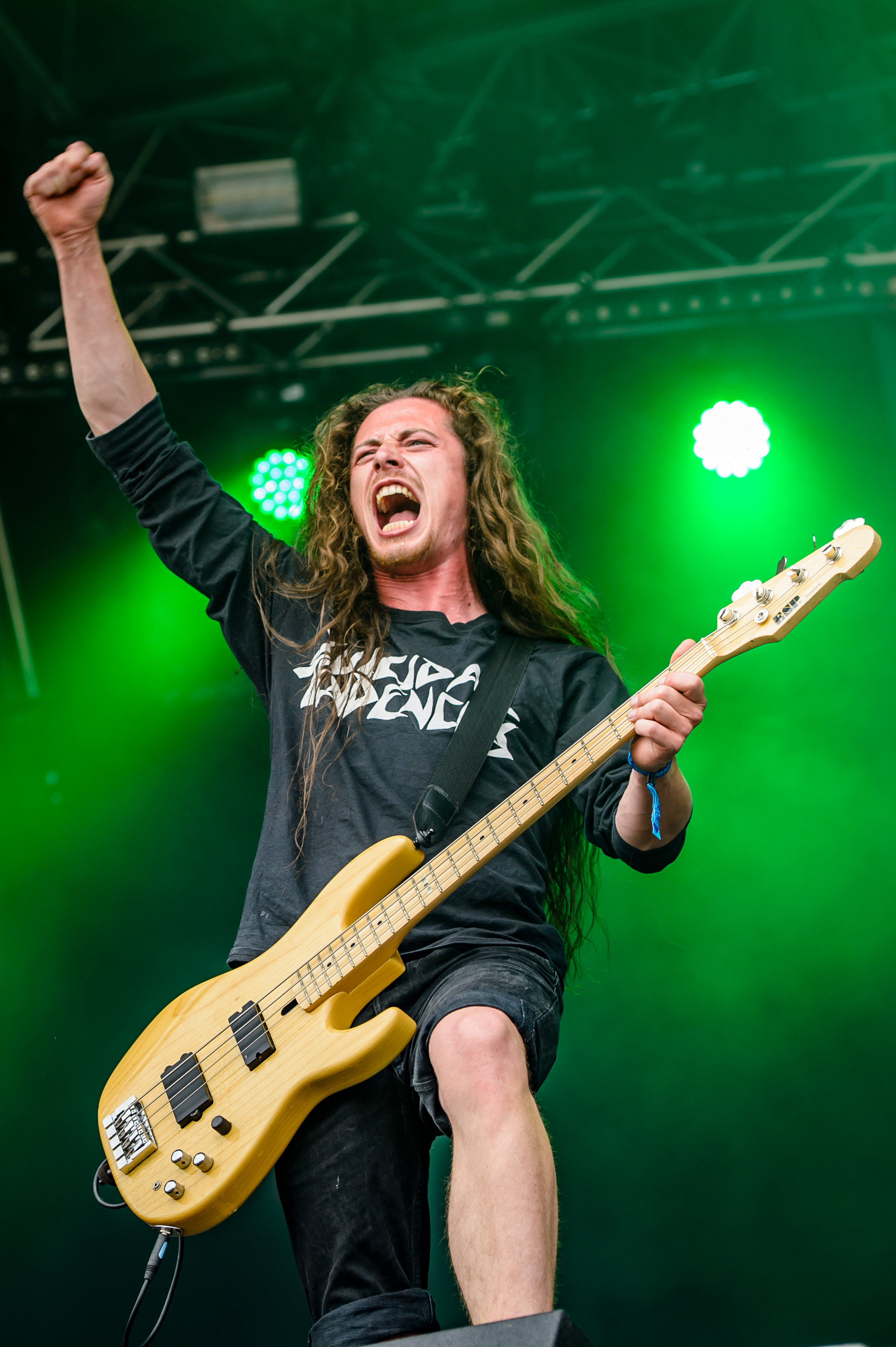
Dust Bolt. 2016 год

Музыкальный коллектив подписывает контракт с лейблом Napalm Records, который 27 июля 2012 года выпускает Violent Demolition. В альбоме демонстрируется исполнение музыки в олдскульном трэш-метале, сравнимое с ранними альбомами Metallica и Kreator. После выпуска дебютного альбома музыканты отправились на гастроли, приняв участие в различных фестивалях (Metal Bash Open Air, Lechschall, Beastival). С 1 июня 2013 года группа отправилась в европейское турне, охватывающее Германию, Португалию, Польшу, Швецию, Нидерланды, Францию, Испанию, Великобританию и Швейцарию.

## Дискография
- Violent Demolition (2012)[2]
- Awake The Riot (2014)[3]
- Mass Confusion (2016)[4]
- Trapped In Chaos (2019)[5]